# Општина Сантијаго Искуинтла (Најарит)
Сантијаго Искуинтла (шп. Santiago Ixcuintla) општина је у Мексику у савезној држави Најарит. Општина се налази на надморској висини од 23 м.

## Становништво
Према подацима из 2010. у општини је живело 93074 становника.

### Хронологија
| Година       | 2000                  | 2005                  | 2010                  |
| ------------ | --------------------- | --------------------- | --------------------- |
| Становништво | 94979 (47868 / 47111) | 84314 (42063 / 42251) | 93074 (47136 / 45938) |

### Попис
| \| \| м \| \| \| ж \| \| 0—2 \| 2.672 \| \| \| 2.439 \| \| 3—5 \| 2.667 \| \| \| 2.484 \| \| 6—11 \| 5.552 \| \| \| 5.268 \| \| 12—14 \| 2.693 \| \| \| 2.488 \| \| 15—17 \| 2.828 \| \| \| 2.666 \| \| 18—24 \| 5.337 \| \| \| 5.170 \| \| 60+ \| 6.132 \| \| \| 5.924 \| \| Просек : \| 30,3 \| \| \| 30,8 \| |       |  |  |       |
| |       |  |  |       |
| | м     |  |  | ж     |
| 0—2 | 2.672 |  |  | 2.439 |
| 3—5 | 2.667 |  |  | 2.484 |
| 6—11 | 5.552 |  |  | 5.268 |
| 12—14 | 2.693 |  |  | 2.488 |
| 15—17 | 2.828 |  |  | 2.666 |
| 18—24 | 5.337 |  |  | 5.170 |
| 60+ | 6.132 |  |  | 5.924 |
| Просек : | 30,3  |  |  | 30,8  |

| #   | Индикатор                                                                                        | Вредност |
| --- | ------------------------------------------------------------------------------------------------ | -------- |
| 1   | Становништво од 0 до 2 године                                                                    | 5111     |
| 2   | Мушко становништво од 0 до 2 године                                                              | 2672     |
| 3   | Женско становништво од 0 до 2 године                                                             | 2439     |
| 4   | Становништво са 3 и више година                                                                  | 87893    |
| 5   | Мушко становништво са 3 и више година                                                            | 44430    |
| 6   | Женско становништво са 3 и више година                                                           | 43463    |
| 7   | Становништво са 5 и више година                                                                  | 84446    |
| 8   | Мушко становништво са 5 и више година                                                            | 42626    |
| 9   | Женско становништво са 5 и више година                                                           | 41820    |
| 10  | Становништво са 12 и више година                                                                 | 71922    |
| 11  | Мушко становништво са 12 и више година                                                           | 36211    |
| 12  | Женско становништво са 12 и више година                                                          | 35711    |
| 13  | Становништво са 15 и више година                                                                 | 66741    |
| 14  | Мушко становништво са 15 и више година                                                           | 33518    |
| 15  | Женско становништво са 15 и више година                                                          | 33223    |
| 16  | Становништво са 18 и више година                                                                 | 61247    |
| 17  | Мушко становништво са 18 и више година                                                           | 30690    |
| 18  | Женско становништво са 18 и више година                                                          | 30557    |
| 19  | Становништво од 3 до 5 година                                                                    | 5151     |
| 20  | Мушко становништво од 3 до 5 година                                                              | 2667     |
| 21  | Женско становништво од 3 до 5 година                                                             | 2484     |
| 22  | Становништво од 6 до 11 година                                                                   | 10820    |
| 23  | Мушко становништво од 6 до 11 година                                                             | 5552     |
| 24  | Женско становништво од 6 до 11 година                                                            | 5268     |
| 25  | Становништво од 8 до 14 година                                                                   | 12575    |
| 26  | Мушко становништво од 8 до 14 година                                                             | 6513     |
| 27  | Женско становништво од 8 до 14 година                                                            | 6062     |
| 28  | Становништво од 12 до 14 година                                                                  | 5181     |
| 29  | Мушко становништво од 12 до 14 година                                                            | 2693     |
| 30  | Женско становништво од 12 до 14 година                                                           | 2488     |
| 31  | Становништво од 15 до 17 година                                                                  | 5494     |
| 32  | Мушко становништво од 15 до 17 година                                                            | 2828     |
| 33  | Женско становништво од 15 до 17 година                                                           | 2666     |
| 34  | Становништво од 18 до 24 године                                                                  | 10507    |
| 35  | Мушко становништво од 18 до 24 године                                                            | 5337     |
| 36  | Женско становништво од 18 до 24 године                                                           | 5170     |
| 37  | Женско становништво од 15 до 49 година                                                           | 22741    |
| 38  | Становништво са 60 и више година                                                                 | 12056    |
| 39  | Мушко становништво са 60 и више година                                                           | 6132     |
| 40  | Женско становништво са 60 и више година                                                          | 5924     |
| 41  | Однос између мушкараца и жена                                                                    | 102.61   |
| 42  | Становништво од нуле до 14 година                                                                | 26263    |
| 43  | Становништво од 15 до 64 године                                                                  | 58155    |
| 44  | Становништво од 65 година и више                                                                 | 8586     |
| 45  | Просечан број деце                                                                               | 2.9      |
| 46  | Становништво рођено у ентитету                                                                   | 82711    |
| 47  | Мушко становништво рођено у ентитету                                                             | 42159    |
| 48  | Женско становништво рођено у ентитету                                                            | 40552    |
| 49  | Становништво рођено у другом ентитету                                                            | 9178     |
| 50  | Мушко становништво рођено у другом ентитету                                                      | 4335     |
| 51  | Женско становништво рођено у другом ентитету                                                     | 4843     |
| 52  | Становништво од 5 година и више резидентно у ентитету у јуну 2005. године                        | 78679    |
| 53  | Мушко становништво старосног доба од 5 година и више, резидентно у ентитету у јуну 2005. године  | 39212    |
| 54  | Женско становништво старосног доба од 5 и више година, резидентно у ентитету у јуну 2005. године | 39467    |
| 55  | Становништво од 5 година и више које је живело у другом ентитету у јуну 2005. године             | 2856     |
| 56  | Мушко становништво старије од 5 година које је живело у другом ентитету у јуну 2005. године      | 1429     |
| 57  | Женско становништво старије од 5 година које је живело у другом ентитету у јуну 2005. године     | 1427     |
| 58  | Становништво од 3 године и више које говори аутохтони језик                                      | 538      |
| 59  | Мушко становништво старо 3 године и више које говори аутохтони језик                             | 288      |
| 60  | Женско становништво старо 3 године и више које говори аутохтони језик                            | 250      |
| 61  | Становништво од 3 године и више које говори аутохтони језик и не говори шпански језик            | 4        |
| 62  | Мушко становништво старо 3 године и више које говори аутохтони језик и не говори шпански         | 1        |
| 63  | Женско становништво старо 3 године и више које говори аутохтони језик и не говори шпански језик  | 3        |
| 64  | Становништво старо 3 године и више које говори аутохтони језик и шпански                         | 439      |
| 65  | Мушко становништво старо 3 године и више које говори аутохтони језик и шпански                   | 233      |
| 66  | Женско становништво старо 3 године и више које говори аутохтони језик и шпански                  | 206      |
| 67  | Становништво од 5 година и више које говори аутохтони језик                                      | 527      |
| 68  | Становништво од 5 година и више које говори аутохтони језик и не говори шпански језик            | 3        |
| 69  | Становништво од 5 година и више које говори аутохтони језик и говори шпански језик               | 429      |
| 70  | Становништво у домородачким домаћинствима                                                        | 1096     |
| 71  | Становништво са ограничењима у активностима                                                      | 5458     |
| 72  | Становништво са ограниченим ходањем или кретањем, горе или доле                                  | 3168     |
| 73  | Становници са ограничењима вида, чак и уз кориштење сочива                                       | 1173     |
| 74  | Становништво са ограничењима говора, комуникације или конверзације                               | 541      |
| 75  | Становништво са ограниченим слухом                                                               | 458      |
| 76  | Становништво са ограничењима при одевању, купању или јелу                                        | 242      |
| 77  | Становништво са ограничењима у опажању или учењу једноставних ствари                             | 276      |
| 78  | Становништво са менталним ограничењима                                                           | 580      |
| 79  | Становништво без ограничења активности                                                           | 87382    |
| 80  | Становништво од 3 до 5 година које не похађа школу                                               | 2333     |
| 81  | Мушко становништво од 3 до 5 година које не похађа школу                                         | 1244     |
| 82  | Женско становништво од 3 до 5 година које не похађа школу                                        | 1089     |
| 83  | Становништво од 6 до 11 година које не похађа школу                                              | 244      |
| 84  | Мушко становништво од 6 до 11 година које не похађа школу                                        | 138      |
| 85  | Женско становништво од 6 до 11 година које не похађа школу                                       | 106      |
| 86  | Становништво од 12 до 14 година које не похађа школу                                             | 329      |
| 87  | Мушко становништво од 12 до 14 година које не похађа школу                                       | 206      |
| 88  | Женско становништво од 12 до 14 година које не похађа школу                                      | 123      |
| 89  | Становништво од 15 до 17 година похађа школу                                                     | 3663     |
| 90  | Мушко становништво од 15 до 17 година похађа школу                                               | 1831     |
| 91  | Женско становништво између 15 и 17 година живота у школи                                         | 1832     |
| 92  | Становништво од 18 до 24 године похађа школу                                                     | 2162     |
| 93  | Мушко становништво од 18 до 24 године похађа школу                                               | 1090     |
| 94  | Женско становништво од 18 до 24 године похађа школу                                              | 1072     |
| 95  | Становништво од 8 до 14 година које не може да чита и пише                                       | 316      |
| 96  | Мушко становништво старосног доба од 8 до 14 година које не може да чита и пише                  | 209      |
| 97  | Женско становништво старосног доби од 8 до 14 година које не може да чита и пише                 | 107      |
| 98  | Становништво од 15 година и више које је неписмено                                               | 5105     |
| 99  | Мушко становништво од 15 година и више које је неписмено                                         | 2638     |
| 100 | Женско становништво од 15 година и више које је неписмено                                        | 2467     |
| 101 | Становништво старо 15 и више година без школовања                                                | 5532     |
| 102 | Мушко становништво старо 15 и више година без школовања                                          | 2930     |
| 103 | Женско становништво старо 15 и више година без школовања                                         | 2602     |
| 104 | Становништво старосног доба 15 и више година са непотпуним основним образовањем                  | 12996    |
| 105 | Мушко становништво старосног доба од 15 година и више са непотпуном основним образовањем         | 6834     |
| 106 | Женско становништво старосног доба 15 и више година са непотпуном основним образовањем           | 6162     |
| 107 | Становништво старо 15 и више година са комплетним основним образовањем                           | 9832     |
| 108 | Мушко становништво старо 15 година и више са комплетним основним образовањем                     | 4937     |
| 109 | Женско становништво старо 15 и више година са комплетним основним образовањем                    | 4895     |
| 110 | Становништво старосног доба 15 и више година са непотпуним средњим образовањем                   | 3824     |
| 111 | Мушко становништво старосног доба од 15 година и више са непотпуним средњим образовањем          | 2136     |
| 112 | Женско становништво старосног доба од 15 година и више са непотпуним средњим образовањем         | 1688     |
| 113 | Становништво старо 15 и више година са пуним секундарном образовањем                             | 18185    |
| 114 | Мушко становништво старосног доба од 15 година и више са пуним секундарном образовањем           | 8965     |
| 115 | Женско становништво старосног доба од 15 година и више са пуним секундарном образовањем          | 9220     |
| 116 | Становништво старије од 18 година са постосновним образовањем                                    | 14553    |
| 117 | Мушко становништво старије од 18 година са постосновним образовањем                              | 6924     |
| 118 | Женско становништво старије од 18 година са постосновним образовањем                             | 7629     |
| 119 | Просечна оцена школовања                                                                         | 7.45     |
| 120 | Просечан ниво образовања мушке популације                                                        | 7.3      |
| 121 | Просечан ниво образовања женског становништва                                                    | 7.59     |
| 122 | Економски активно становништво                                                                   | 35713    |
| 123 | Економски активна мушка популација                                                               | 26966    |
| 124 | Економски активна женска популација                                                              | 8747     |
| 125 | Становништво које није економски активно                                                         | 35908    |
| 126 | Мушко становништво које није економски активно                                                   | 9033     |
| 127 | Женско становништво које није економски активно                                                  | 26875    |
| 128 | Запослено становништво                                                                           | 34240    |
| 129 | Запослено мушко становништво                                                                     | 25651    |
| 130 | Запослено женско становништво                                                                    | 8589     |
| 131 | Незапослена популација                                                                           | 1473     |
| 132 | Незапослена мушка популација                                                                     | 1315     |
| 133 | Незапослена женска популација                                                                    | 158      |
| 134 | Становништво без права на здравствене услуге                                                     | 17188    |
| 135 | Становништво које има право на здравствене услуге                                                | 75771    |
| 136 | Становништво које има право на ИМСС                                                              | 23350    |
| 137 | Становништво које има право на социјално осигурање                                               | 4426     |
| 138 | Становништво које има право на државно социјално осигурање                                       | 142      |
| 139 | Становништво које има право на опште осигурање или здравствено осигурање за нову генерацију      | 49117    |
| 140 | Становништво које је било једном или није било у браку током 12 година и више                    | 21571    |
| 141 | Венчано или уједињено становништво од 12 година и више                                           | 42977    |
| 142 | Становништво које је било у браку или уједињено 12 година и више                                 | 7315     |
| 143 | Становништво са католичком религијом                                                             | 84594    |
| 144 | Протестанти, еванђелисти и библијски следбеници различити од еванђелиста                         | 4978     |
| 145 | Становништво са другим религијама различитим од претходних                                       | 95       |
| 146 | Становништво без религије                                                                        | 3060     |
| 147 | Укупно пописаних домаћинства                                                                     | 26169    |
| 148 | Пописна домаћинства на челу са мушкарцима                                                        | 20465    |
| 149 | Пописна домаћинства на челу са женама                                                            | 5704     |
| 150 | Становништво у пописним домаћинствима                                                            | 92900    |
| 151 | Становништво у пописним домаћинствима на челу са мушкарцима                                      | 75977    |
| 152 | Становништво у пописним домаћинствима на челу са женама                                          | 16923    |
| 153 | Укупно домаћинстава                                                                              | 32593    |
| 154 | Укупно насељених домаћинстава                                                                    | 26190    |
| 155 | Укупно приватних кућа                                                                            | 32572    |
| 156 | Насељени приватни домови                                                                         | 26169    |
| 157 | Укупно насељених приватних кућа                                                                  | 26185    |
| 158 | Ненасељене приватне куће                                                                         | 4665     |
| 159 | Појединачна домаћинства за привремену употребу                                                   | 1738     |
| 160 | Становници у насељеним приватним кућама                                                          | 92900    |
| 161 | Насељеност станара у приватним становима                                                         | 3.55     |
| 162 | Просечно становника по соби у приватним насељеним домаћинствима                                  | 1.04     |
| 163 | Појединачна домаћинства са подовима од различитих материјала од земље                            | 25169    |
| 164 | Појединачна домаћинства у приземљу                                                               | 965      |
| 165 | Појединачна домаћинства са једном спаваћом собом                                                 | 10379    |
| 166 | Појединачна домаћинства са две спаваће собе и више                                               | 15766    |
| 167 | Појединачна домаћинства са једним собом                                                          | 1476     |
| 168 | Појединачна домаћинства са две собе                                                              | 5337     |
| 169 | Појединачна домаћинства са 3 собе и више                                                         | 19320    |
| 170 | Појединачна домаћинства која имају електрично светло                                             | 25824    |
| 171 | Појединачна домаћинства која немају електрично светло                                            | 318      |
| 172 | Појединачна домаћинства која имају водоводну воду у стамбеном простору                           | 17227    |
| 173 | Појединачна домаћинства која немају водоводну воду у стамбеном простору                          | 8909     |
| 174 | Појединачна домаћинства која имају тоалет                                                        | 24892    |
| 175 | Појединачна домаћинства која имају канализацију                                                  | 24774    |
| 176 | Појединачна домаћинства која немају канализацију                                                 | 1307     |
| 177 | Појединачна домаћинства која имају електрично светло, довод воде из јавне мреже и канализацију   | 16476    |
| 178 | Појединачна домаћинства без икаквих услова                                                       | 359      |
| 179 | Појединачна домаћинства која имају радио                                                         | 20023    |
| 180 | Појединачна домаћинства која имају телевизор                                                     | 25045    |
| 181 | Појединачна домаћинства која имају фрижидер                                                      | 22903    |
| 182 | Појединачна домаћинства која имају машину за веш                                                 | 19307    |
| 183 | Појединачна домаћинства која имају аутомобил или комби                                           | 9667     |
| 184 | Појединачна домаћинства која имају рачунар                                                       | 3364     |
| 185 | Појединачна домаћинства која имају фиксну телефонску линију                                      | 9157     |
| 186 | Појединачна домаћинства која имају мобилни телефон                                               | 13205    |
| 187 | Појединачна домаћинства која имају приступ интернету                                             | 1833     |